# Daniel Giraud Elliot
Daniel Giraud Elliot (New York, 7 marzo 1835 – New York, 22 dicembre 1915) è stato uno zoologo statunitense.

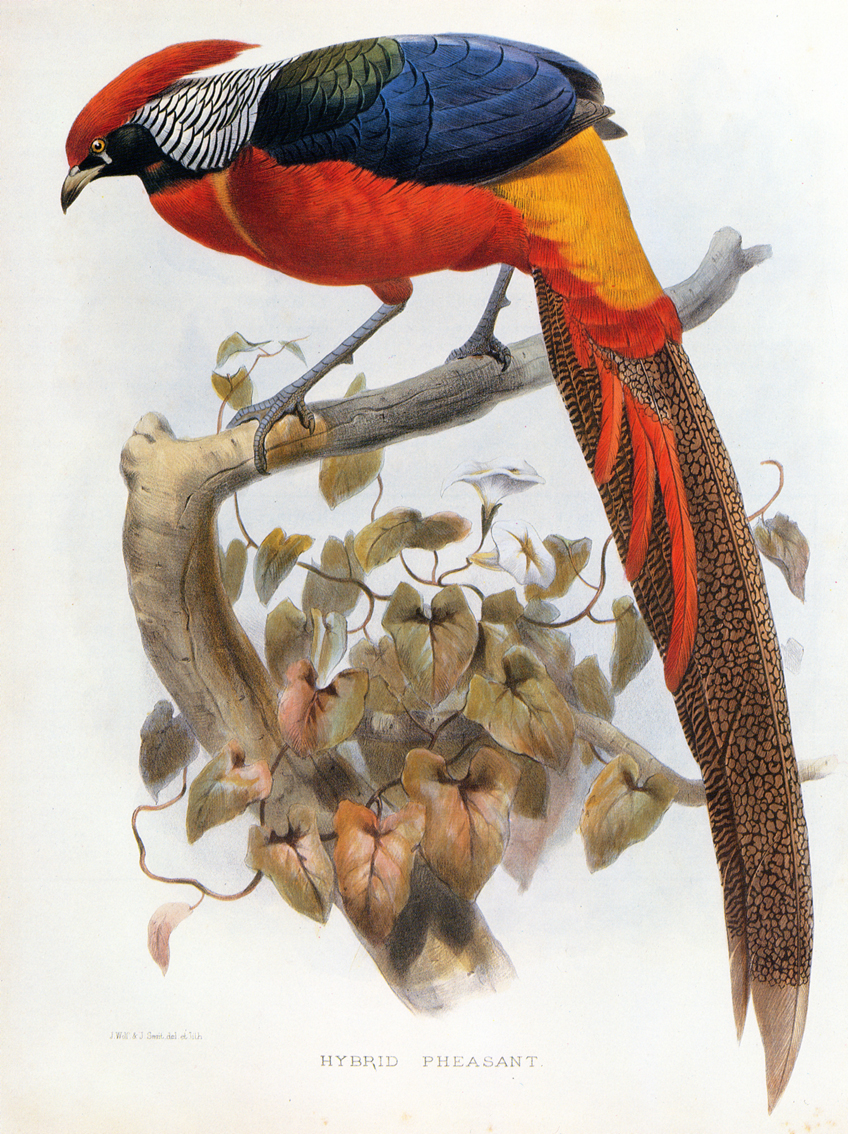
Una cromolitografia raffigurante un fagiano ibrido, tratta da Monografia dei Fasianidi.

È stato uno dei membri fondatori dell'American museum of natural history di New York, oltre che dell'American Ornithologists' Union; per un certo periodo di tempo, Elliot è stato anche curatore del settore di zoologia del Field Museum of Natural History di Chicago.

## Opere
Elliot utilizzava i fondi a sua disposizione per pubblicare una serie di libri illustrati a colori rappresentanti varie famiglie di animali, in particolare uccelli: i testi erano scritti e curati da Elliot stesso, mentre per le illustrazioni si affidò ad artisti di comprovata fama e bravura come Joseph Wolf e Joseph Smit (ambedue ex-collaboratori di John Gould).

Fra i libri da lui pubblicati, si ricordano:
- Monografia dei Fasianidi (1870-1872);
- Monografia dei Paradiseidi (1873);
- Monografia dei Felidi (1878);
- Punto sui Primati (1913).

La medaglia Daniel Giraud Elliot è un premio assegnato dalla National Academy of Sciences a coloro che si distinguono  "per lavori degni di merito in zoologia o paleontologia pubblicati in un periodo fra i tre ed i cinque anni. Stabilito dal Daniel Giraud Elliot Fund su concessione di Miss Margaret Henderson Elliot."